# آدریانو اشمیت
آدریانو اشمیت (انگلیسی: Adriano Schmidt؛ زادهٔ ۲۷ اوت ۱۹۹۴) بازیکن فوتبال اهل ویتنام است.